# Seiko Hashimoto
Seiko Hashimoto (橋本聖子?, Hashimoto Seiko; Hayakita, 5 ottobre 1964) è un'ex pattinatrice di velocità su ghiaccio, ex pistard e politica giapponese.
Vanta sette partecipazioni ai Giochi olimpici.

## Carriera sportiva

### Partecipazioni olimpiche
Pur appartenendo alla ristretta élite dei soli 58 atleti con almeno 7 partecipazioni olimpiche, la Hashimoto, partecipando sia alle Olimpiadi invernali che a quelle estive, ha raggiunto questo obiettivo in soli 12 anni (dal 1984 al 1996), mentre altri atleti hanno raggiunto le 7 partecipazioni olimpiche in un arco di tempo ben più ampio (ad esempio il velista danese Ivan Osiier vi è riuscito nell'arco di 40 anni). L'atleta ha scelto di chiudere con l'attività sportiva, per dedicarsi a quella politica, ad Atlanta 1996, a 35 anni.
1. Sarajevo 1984 nel pattinaggio di velocità su ghiaccio
2. Calgary 1988 nel pattinaggio di velocità su ghiaccio
3. Seul 1988 nel ciclismo su pista
4. Albertville 1992 nel pattinaggio di velocità su ghiaccio
5. Barcellona 1992 nel ciclismo su pista
6. Lillehammer 1994 nel pattinaggio di velocità su ghiaccio
7. Atlanta 1996 nel ciclismo su pista

### Palmarès

#### Pattinaggio di velocità
Giochi olimpici
- 11ª classificata a Sarajevo 1984 (500 m)
- 12ª classificata a Sarajevo 1984 (1.000 m)
- 15ª classificata a Sarajevo 1984 (1.500 m)
- 19ª classificata a Sarajevo 1984 (3.000 m)

° 5ª classificata a Calgary 1988 (500 m)
- 5ª classificata a Calgary 1988 (1.000 m)
- 6ª classificata a Calgary 1988 (1.500 m)
- 7ª classificata a Calgary 1988 (3.000 m)
- 6ª classificata a Calgary 1988 (5.000 m)
- 12ª classificata a Albertville 1992 (500 m)
- 5ª classificata a Albertville 1992 (1.000 m)
- Bronzo a Albertville 1992 (1.500 m)
- 12ª classificata a Albertville 1992 (3.000 m)
- 9ª classificata a Albertville 1992 (5.000 m)
- 21ª classificata a Lillehammer 1994 (1.000 m)
- 9ª classificata a Lillehammer 1994 (1.500 m)
- 6ª classificata a Lillehammer 1994 (3.000 m)
- 8ª classificata a Lillehammer 1994 (5.000 m)

Campionati mondiali di pattinaggio di velocità
- 1981: NQ (18°)
- 1982: NQ (17°)
- 1983: 14°
- 1984: 14°
- 1985: 7°
- 1986: 6°
- 1987: 4°
- 1988: squalificata (squalificata nei 3.000 m)
- 1989: 6° ( Oro nei 500 m)
- 1990:  Argento ( Oro nei 500 m)
- 1991: 4°
- 1992:  Bronzo
- 1993: 4°

#### Ciclismo su pista
Giochi olimpici
Nella gara di velocità dei Giochi olimpici del 1988 Hashimoto si è classificata decima.
Nella gara di inseguimento individuale ai Giochi olimpici del 1992 Hashimoto si è classificata undicesima.
Nella gara di inseguimento individuale ai Giochi olimpici del 1994 Hashimoto è stata eliminata nel round di qualificazione. Nella corsa a punti si è classificata nona.

## Carriera politica
Nel 1995 è stata eletta nel gabinetto giapponese, organo politico del suo paese, per il Partito Liberal Democratico. Oltre ad appartenere alla Camera dei consiglieri, fra il 2006 e il 2019, quando ha rinunciato al suo incarico per servire come ministro in vista delle Olimpiadi di Tokyo ed è stata sostituita da Akihisa Nagashima, è stata presidente della Federazione di pattinaggio del Giappone. Nel 2008 è stata nominata vice-ministro degli esteri dal primo ministro giapponese Tarō Asō, incarico mantenuto sino al 16 settembre 2009 allorché si è insediato Yukio Hatoyama del Partito Democratico. Nel 2014 Hashimoto ha ricoperto il ruolo di leader della squadra degli atleti giapponesi inviati ai Giochi olimpici invernali. Dal 18 febbraio 2021 è stata nominata presidente del Comitato organizzatore giapponese delle Olimpiadi e Paralimpiadi di Tokyo. Nel 2025, nonostante la scarsa fiducia nutrita in lei dalle persone comuni a causa dello scandalo dei fondi segreti, scandalo che ha portato alla sospensione di Hashimoto da tutte le cariche pubbliche per un anno, è diventata la prima donna eletta a capo del Comitato Olimpico Giapponese.

## Controversie
In un party che si è svolto a conclusione dei Giochi olimpici del 2014 Hashimoto, che aveva guidato la spedizione giapponese, è stata fotografata mentre baciava il pattinatore Daisuke Takahashi, più giovane di lei di oltre vent'anni. L'episodio, per il quale si è parlato di molestie sessuali, si è risolto con Hashimoto che ha chiesto scusa per il suo comportamento "vergognoso". Nel momento in cui ha ricevuto la nomina a presidente del comitato organizzativo delle Olimpiadi e Paralimpiadi di Tokyo Hashimoto, rispondendo a una domanda di un giornalista, si è scusata per il suo comportamento del 2014. All’epoca dei fatti aveva precisato che non c’erano prove che lei avesse obbligato Takahashi a baciarla, mentre Takahashi aveva dichiarato che non pensava fosse un caso di abuso di potere o di molestie sessuali.
Un rapporto sui fondi politici pubblicato nel novembre 2016 ha rivelato che la filiale LDP guidata da Hashimoto aveva ricevuto donazioni per un totale di 420.000 yen da due società (Shimokawabe Ranch e Shadai Corporation) che avevano beneficiato di sussidi da parte del Ministero dell'agricoltura, delle foreste e della pesca nel febbraio 2015. Quando è emerso che le donazioni violavano la legge sul controllo dei fondi politici, che vieta alle società che hanno ricevuto sussidi governativi di fare donazioni a partiti politici o organizzazioni di finanziamento politico fino a quando non è trascorso un anno dalla notifica, Hashimoto ha restituito una parte delle donazioni, sostenendo di non essere a conoscenza del fatto che le donazioni fossero soggette a sussidi.
Nel 2023 è scoppiato uno scandalo legato ai fondi nascosti delle cene di finanziamento del Partito Liberal Democratico, un sistema di finanziamento illecito dei partiti che complessivamente potrebbe superare i 5 miliardi di yen (32 milioni di euro). Fra le persone coinvolte vi è anche Hashimoto, responsabile di aver nascosto oltre 20 milioni di yen. In seguito allo scandalo il PLD ha punito 39 dei suoi membri. Hashimoto ha ricevuto la sesta punizione per severità, la sospensione di un anno dalle cariche del partito. Un sondaggio condotto pochi giorni più tardi ha rivelato che per oltre il 50% dei giapponesi le punizioni inflitte dal partito ai suoi membri che hanno infranto la legge sono state troppo leggere.